# 奧林匹克站 (基輔地鐵)
奧林匹克站（羅馬化：Olimpiiska,  （ⓘ））是基輔地鐵奧博隆-特列姆基線的一個車站，開通於1981年12月19日，站名得自於奧林匹克國家綜合體育場（烏克蘭語：Республіканський Стадіон）

## 外部連結
- Kyivsky Metropoliten （页面存档备份，存于）⸺車站描述和照片 （乌克兰語）
- Metropoliten.kiev.ua⸺車站描述和照片 （俄文）